# Limnephilus distinctus
Limnephilus distinctus är en nattsländeart som beskrevs av Tian, Yang in Tian, Li, Yang och Sun, in Chen, editor 1993. Limnephilus distinctus ingår i släktet Limnephilus och familjen husmasknattsländor. Inga underarter finns listade i Catalogue of Life.